# Along Came Jones (chanson)
Zorro est arrivé
Singles de The Coasters
Charlie Brown
(1959) Poison Ivy
(1959)
Along Came Jones est une chanson humoristique écrite par Jerry Leiber et Mike Stoller et enregistrée à l'origine par The Coasters en 1959, culminant à la 9e place du Billboard Hot 100, et reprise par de nombreux autres groupes et individus.
En 1964, la chanson est adaptée en français par Henri Salvador, avec des paroles différentes, sous le titre Zorro est arrivé.

## La chanson
Racontée du point de vue d'un téléspectateur, la chanson raconte l'interaction entre un héros (Jones), un méchant flingueur (Salty Sam) et une propriétaire de ranch (Sweet Sue) dans une émission de télévision sans nom.
Le show TV présente divers scénarios d'une « demoiselle en détresse », dans lesquels Sam enlève Sue et la met en grand péril, dans l'intention de la forcer à lui donner l'acte de propriété de son ranch :
- Dans le premier couplet, le narrateur regarde Sam tenter de tuer Sue en la coupant en deux dans une scierie abandonnée.
- Dans le deuxième couplet, le narrateur prépare une collation pendant une pause publicitaire et revient pour voir Sam tenter d'abattre Sue avec de la dynamite dans une mine abandonnée.
- Dans le troisième couplet, apparemment fatigué de l'émission, le narrateur change de chaîne, pour trouver un épisode différent de la même émission, avec Sam essayant cette fois de fourrer Sue dans un sac en toile de jute et de la jeter devant un train venant en sens inverse.

Cependant, Sue est sauvée à chaque fois, et les plans de Sam déjoués par le héros, un homme grand, mince, marchant lentement, parlant lentement, long, maigre et dégingandé, nommé Jones. La façon dont Jones bat Sam et sauve Sue n'est jamais révélée.
La chanson introduit un dialogue entre le chant principal et le reste du groupe, qui répète plusieurs fois la question And Then? (« Et alors ? »). Le saxophone ténor entendu sur ce disque est dû à King Curtis, qui joue également du saxo sur plusieurs autres tubes des Coasters.
C'est la première fois qu'une chanson pop d'importance s'empare du thème de la télévision.

## Origines et signification
Dans les années 1950 et au début des années 1960, les westerns sont le genre le plus populaire à la télévision et au cinéma. En se moquant de leur présence incontournable, la chanson s'inspire d'un western parodique de 1945 avec Gary Cooper, Along Came Jones. Dans le film, Cooper, « long, maigre et dégingandé », se moque de son personnage habituel qui marche lentement et parle lentement. La musique du film est composée par Arthur Lange, mentor de l'auteur-compositeur Mike Stoller.
L'historien Ken Emerson note à propos de la chanson : « Ce qui était original dans l'humour d'Along Came Jones n'était pas sa parodie de shoot-'em-ups… Ce qui était nouveau, c'était des voix noires se moquant d'un genre caucasien emblématique, quinze ans avant Le shérif est en prison de Mel Brooks. Les paroles originales de Leiber aiguisaient l'angle racial en attirant l'attention sur le chapeau blanc, les bottes blanches et le fidèle cheval blanc du héros. Ces répliques n'ont pas plu à Jerry Wexler, le producteur exécutif d'Atlantic à qui Leiber et Stoller rendaient généralement compte ».

## Chanteurs et musiciens
| The Coasters - Carl Gardner : chant (ténor, soliste) - Cornelius Gunter : chant (ténor) - Billy « Bip » Guy : chant (baryton) - Will « Dub » Jones : chant (basse) | Musiciens additionnels - Mike Stoller : piano, blocs chinois - King Curtis : saxophone ténor - Sonny Clarke : guitare électrique - Allen Hanlon : guitare acoustique - George Barnes : guitare, banjo, guitare basse (6 cordes) - Wendell Marshall : contrebasse - Gary Chester : batterie |

## Classement
| Palmarès (1959)                    | Meilleure position |
| ---------------------------------- | ------------------ |
| États-Unis Billboard Hot 100       | 9                  |
| États-Unis Billboard Hot R&B Sides | 14                 |

Singles de Henri Salvador
Annie
(1964) 007
(1964)

## Versions françaises
La chanson de Leiber & Stoller est traduite en français une première fois en 1959 par le duo comique québécois Les Jérolas, sous le titre Jones s'est montré, avec des paroles écrites par Jérôme Lemay.
Elle est à nouveau adaptée en français par Bernard Michel, qui modifie les paroles originales. Le personnage de Jones est remplacé par Zorro, un héros bien connu du public. Zorro est arrivé est enregistrée en 1964 par Henri Salvador, qui n'aime pourtant pas la chanson, et placée en face B du 45-tours 4 titres Avec la bouche (une reprise de Bye Bye Blues chantée par Bessie Smith). Le chanteur est accompagné par Christian Chevallier et son orchestre. Il s'agit du premier disque sorti sur son propre label « Rigolo ». La chanson, cependant, se classe no 1 des ventes de 45-tours et devient le tube de l'été 64 en France.
C'est d'abord grâce à l'émission enfantine Dans le vent d'Europe 1 qu'elle est diffusée en radio. Devant le succès, Salvador et son épouse décident de ressortir le disque en plaçant Zorro est arrivé au premier plan sur la pochette. Dans la foulée, Salvador tourne un scopitone pour accompagner sa sortie.
La série télévisée Zorro étant diffusée en France à partir de janvier 1965, Walt Disney, menace d'un procès le couple Salvador, qui n'a pas demandé les droits pour utiliser le nom du vengeur masqué. Au lieu de cela, un arrangement est trouvé, selon lequel Salvador doit enregistrer une chanson pour la sortie de chaque nouveau long-métrage de Disney.
À la suite du succès d'Henri Salvador, l'enregistrement des Coasters est publié en France par Atlantic en 1965 sur un disque 45-tours 4 pistes, avec les titres I'm A Hog For You, That Is Rock & Roll et Poison Ivy. Sur la pochette figure en gros la mention « version originale de Zorro est arrivé » .

## Reprises
- The Righteous Brothers reprennent la chanson sur leur album Sayin' Something (1967)[15]. Dans leur version, dès le troisième couplet, Bill Medley, qui répète le vers « And then... », a perdu patience avec l'histoire racontée par Bobby Hatfield.
- La chanson est reprise par le chanteur britannique Paul Jones en 1967 sur son album Love Me Love My Friends[16].
- Une reprise par Ray Stevens en 1969 atteint la 27e place du Billboard Hot 100[17]. Stevens interprète également les voix de Salty Sam et (en fausset) de Sweet Sue, qui crie à l'aide et fait des ad-libs humoristiques. Le morceau présente des rires doublés, des acclamations d'un public « en direct », et comprend une brève citation de l'Ouverture de Guillaume Tell de Rossini à la fin.
- Elle est reprise par Buck Owens sur son album de 1970 The Buck Owens Show - Big in Vegas[18].
- Micky Dolenz et Davy Jones, des Monkees, font une reprise d'Along Cames Jones avec les auteurs-compositeurs Tommy Boyce et Bobby Hart, sur l'album Dolenz, Jones, Boyce & Hart en 1976[19]. Jones fait des commentaires humoristiques avec un faux accent britannique chic (« That's not cricket, old chap »). Le morceau Yakety Sax est interpolé pendant le solo de saxophone.
- La chanson est reprise en 1979 dans un duo country par George Jones et Johnny Paycheck, d'abord en single, puis sur leur album Double Trouble[20].
- La version norvégienne (Og så kom Helgenen frem) par The Key Brothers & The Quivers se classe no 4 dans le hit-parade VG-lista en 1965. Il existe aussi des versions en allemand, tchèque, islandais, occitan[21], suédois, etc.

## Dans la culture populaire
- La chanson des Coasters est évoquée dans la chanson Million Dollar Bash, sur l'album The Basement Tapes, de Bob Dylan en 1975.
- Une interprétation de la chanson est utilisée dans une publicité télévisée pour le détaillant de pneus australo-asiatique Beaurepaires Tyles dans les années 1980[22].
- La chanson est présente dans la bande originale du film André, mon meilleur copain de George Miller en 1994[23].